# الصالة المغطاة بالعاصمة الإدارية
الصالة المغطاة بالعاصمة الإدارية هي صالة ألعاب رياضة دولية في مصر تقع في العاصمة الإدارية الواقعة في المدينة الرياضية تم إنشائه لإستضافة بطولة العالم لكرة اليد للرجال 2021، والصالة مجهزة بأحدث التجهيزات.

## مكونات
تقع الصالة على مساحة 10 ألف متر مربع ستضم الصالة مقصورة كبار الزوار وقاعة لإقامة المؤتمرات الصحفية، ومقصورة للإعلاميين، وكبائن للتعليق، و7000 مقعد للمتفرجين.

## كأس العالم لكرة اليد
سوف تستضيف الصالة إحدي محموعات بطولة العالم لكرة اليد للرجال 2021.

## وصلات خارجية
الاتحاد المصري لكرة اليد